# Ripristino del prepuzio
Il ripristino del prepuzio è il processo di espansione della pelle del pene per ricostruire un organo simile al prepuzio, quando questo è stato rimosso per circoncisione o lesioni. Il ripristino del prepuzio si ottiene principalmente attraverso l'allungamento della pelle residua del pene, ma esistono anche metodi chirurgici. Il ripristino crea un fac-simile del prepuzio, ma i tessuti specializzati rimossi durante la circoncisione non possono essere recuperati. La rigenerazione effettiva del prepuzio è per il momento ancora allo stadio sperimentale. Alcune forme di ripristino comportano solo una rigenerazione parziale nei casi di un taglio ampio, in cui la persona circoncisa ritiene che chi ha effettuato l'operazione abbia rimosso troppa pelle e che non ve ne sia più abbastanza perché le erezioni siano confortevoli.

## Storia
Nel mondo greco-romano i genitali intatti, incluso il prepuzio, erano considerati un segno di bellezza, civiltà e mascolinità. Il ripristino del prepuzio è di antica origine e risale al regno dell'imperatore romano Tiberio, quando furono utilizzati mezzi chirurgici per allungare il prepuzio di individui nati con un prepuzio corto che non copriva completamente il glande o con un glande completamente esposto a causa della circoncisione. Nelle società classiche greche e romane, l'esposizione del glande era considerata grossolana e impropria e non si conformava all'ideale ellenistico della nudità ginnica. Gli uomini con prepuzi corti indossavano il kynodesme per prevenire l'esposizione. Come conseguenza di questo stigma sociale, una prima forma di ripristino del prepuzio noto come epispasmo fu praticata da alcuni ebrei nell'antica Roma. Di nuovo, durante la seconda guerra mondiale, alcuni ebrei europei cercarono il ripristino del prepuzio per evitare la persecuzione nazista.

## Tecniche non chirurgiche

### Espansione del tessuto

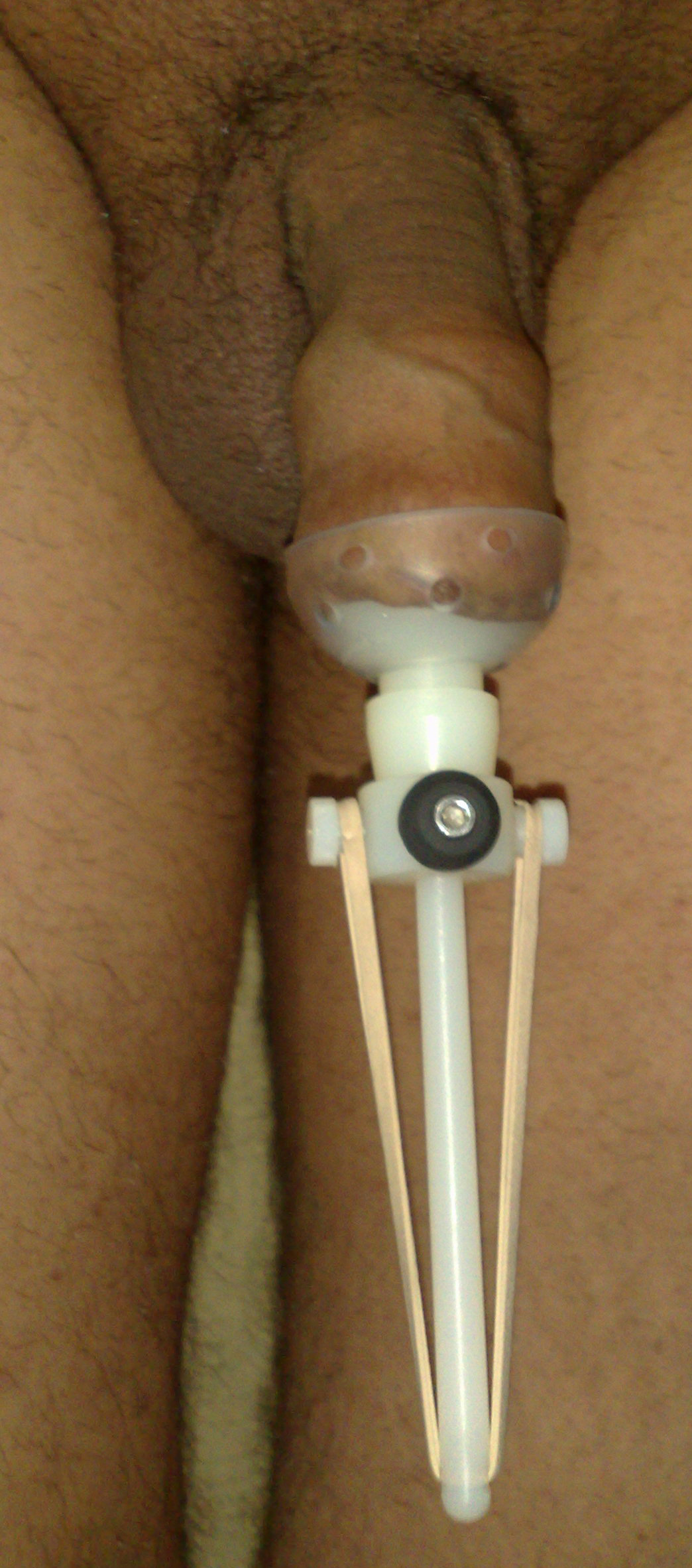
Il "dual tension restorer" (DTR, dispositivo di ripristino a doppia tensione) applicato a un pene circonciso per il ripristino non chirurgico del prepuzio

Il ripristino non chirurgico del prepuzio, realizzato tramite l'espansione dei tessuti, è il metodo usato più comunemente. Sia la pelle dell'asta del pene che il rivestimento interno della mucosa del prepuzio, se presenti dopo la circoncisione, possono essere espansi.
L'espansione dei tessuti è nota da tempo come stimolatore della mitosi e la ricerca mostra che i tessuti umani rigenerati hanno gli attributi del tessuto originale. A differenza delle tecniche di espansione cutanea convenzionali, tuttavia, il processo di ripristino non chirurgico del prepuzio può richiedere diversi anni per essere completato. Il tempo richiesto dipende dalla quantità di pelle disponibile per l'espansione, dalla quantità di pelle desiderata alla fine e dal regime di stiramento utilizzato. Sono necessarie pazienza e dedizione; esistono gruppi di supporto per fornire aiuto in questo senso.
In questi gruppi, specialmente quelli su Internet, l'atto di allungare la pelle è spesso descritto in modo informale con il termine tugging ("tiraggio").

### Metodi e dispositivi
Durante il ripristino attraverso l'espansione del tessuto, la pelle del pene rimanente viene tirata in avanti sopra il glande e la tensione viene mantenuta manualmente o attraverso l'aiuto di un dispositivo di ripristino del prepuzio.
I metodi manuali sono spesso utilizzati dagli uomini che iniziano il ripristino, ma possono essere utilizzati in qualsiasi fase del processo e si riferiscono alla necessità di mantenere manualmente la tensione tenendo saldamente la pelle con le dita usando una delle diverse variazioni di posizionamento delle stesse.
Sono inoltre disponibili in commercio molti dispositivi specializzati per il ripristino del prepuzio che afferrano la pelle con o senza nastro. Utilizzando questi dispositivi la tensione può essere applicata con pesi, cinghie elastiche o gonfiaggio, per spingere la pelle in avanti sul pene, o tramite una combinazione di questi metodi. Un esempio di dispositivo che utilizza cinghie elastiche è il metodo T-Tape, che è stato sviluppato negli anni '90 con l'idea di consentire un ripristino più rapido. Nel 2009, un metodo noto come Reverse Taping Method, RTM, è stato presentato agli interessati al ripristino: esso riporta il prepuzio a un aspetto non circonciso, molte volte in meno di 2 anni ed è stato trovato molto adatto alla vita quotidiana. L'RTM poteva essere indossato sotto qualsiasi indumento, dai pantaloni ai costumi da bagno e la capacità di urinare e applicare emollienti per la pelle mentre si indossava la parte elastica (il "taping") lo rendeva un metodo di ripristino molto sano e rapido.
I metodi di gonfiaggio comportano il blocco dell'area tra il glande e la pelle tirata su di essa utilizzando un dispositivo di serraggio (comunemente vengono utilizzati capezzoli di biberon) e o con il "gonfiaggio" della pelle o ponendo un palloncino sotto di essa. Ciò provoca un allungamento circonferenziale della pelle che si ritiene stimoli la mitosi. Gli uomini che usano questa tecnica riferiscono una rapida crescita rigenerativa della pelle, e in particolare si ritiene che essa sia utile per stimolare la crescita dei tessuti della pelle interna (mucosa) che sono fondamentali per ripristinare la funzione di lubrificazione del prepuzio.

### Precauzioni
La quantità di tensione prodotta con qualsiasi metodo deve essere regolata per evitare lesioni, dolore o disagio e fornisce un limite alla velocità con cui è possibile far crescere la nuova pelle. Esiste il rischio di danneggiare seriamente i tessuti per l'uso di una tensione eccessiva o per l'applicazione di una tensione per un periodo di tempo troppo lungo. I siti web sul ripristino del prepuzio variano nelle loro raccomandazioni, dal suggerire un regime di moderata quantità di tensione applicata per diverse ore al giorno a raccomandare periodi di tensione più alta applicati solo per pochi minuti al giorno, come con le tecniche manuali.

## Dispositivi di ritenzione
Invece di far crescere la nuova pelle o fino a quando non ne è cresciuta abbastanza tramite l'espansione dei tessuti, alcuni uomini possono scegliere di utilizzare un dispositivo di ritenzione per trattenere sul glande la pelle rimanente, se disponibile, in un modo simile all'antico kynodesme greco. Poiché il glande è una membrana interna, originariamente protetta dal prepuzio fino a quando questo non viene rimosso durante la circoncisione, l'obiettivo dei metodi di ritenzione è quello di replicare un rivestimento protettivo per il glande.
Se esiste una quantità insufficiente di pelle per mantenere la copertura del glande con la pelle rimanente del pene, si può usare una copertura di glande artificiale disponibile in commercio. Esempi di tali rivestimenti artificiali includono un prepuzio protesico in lattice che copre il glande tenendolo in un ambiente umido,  e un indumento intimo che avvolge il pene in un "cappuccio" di tessuto morbido a doppio strato per ridurre al minimo l'attrito sul glande.

## Tecniche chirurgiche

### Ricostruzione del prepuzio
I metodi chirurgici per il ripristino del prepuzio, noti come ricostruzione del prepuzio, di solito comportano un metodo di innesto della pelle sulla porzione distale dell'asta del pene. La pelle innestata viene in genere prelevata dallo scroto, che contiene la stessa muscolatura liscia (nota come fascia di Dartos) della pelle del pene. Uno dei metodi prevede una procedura in quattro fasi in cui l'asta del pene viene inserita nello scroto per un certo periodo di tempo.time. Tali tecniche sono costose e possono produrre risultati insoddisfacenti o gravi complicanze legate all'innesto cutaneo. Anche il frenulo può essere ricostruito.
Paul Tornato, residente della Columbia Britannica, fu trattenuto e circonciso all'età di otto anni in quella che dichiarò "una forma di punizione ordinaria" per la masturbazione nelle scuole residenziali. A seguito di un'azione legale, il ripristino chirurgico del prepuzio di Tinari è stato risarcito dal Ministero della Salute della Columbia Britannica. Il chirurgo plastico che ha eseguito il ripristino è stato il primo in Canada a eseguire tale operazione e ha utilizzato una tecnica simile a quella sopra descritta.

### Rigenerazione del prepuzio
Negli ultimi due decenni c'è stato un notevole successo nel campo della medicina rigenerativa. Diverse parti del corpo e organi funzionali sono stati rigenerati.
Di recente c'è stato un crescente interesse per la medicina rigenerativa come mezzo per rigenerare il prepuzio maschile umano. Questa opzione, a differenza del ripristino del prepuzio, comporterebbe la rigenerazione di un vero prepuzio. Tra i pionieri nel campo della medicina rigenerativa figura il Dr. Anthony Atala del Wake Forest Institute of Regenerative Medicine (WFIRM). Il Dr. Atala ha avuto successo nel rigenerare un pene di coniglio funzionante, sebbene un pene umano non sia stato ancora rigenerato.
All'inizio del 2010 è stata fondata Foregen, un'organizzazione lobbistica italiana senza scopo di lucro dedicata alla ricerca di gruppi di ricerca interessati alla ricrescita del prepuzio maschile umano con l'utilizzo delle capacità rigenerative della matrice extracellulare, nella speranza di poter alla fine permettere la rigenerazione agli uomini circoncisi. Non riuscendo nell'intento, Foregen è diventata un'organizzazione no profit, dipendente da donazioni di beneficenza per portare a termine la propria ricerca, con le proprie strutture. Uno studio clinico era stato programmato per la fine del 2010, prima del cambiamento dell'organizzazione, ma non vi erano donazioni sufficienti per realizzarlo. L'obiettivo è stato raggiunto nel giugno 2012 e si è riusciti ad ottenere un laboratorio e la cooperazione di biochimici ed esperti di medicina rigenerativa. I risultati del primo studio clinico, con la decellurizzazione di prepuzi di toro per creare la matrice extracellulare, sono stati rilasciati nel febbraio 2013 e, alla data di marzo 2018, sono stati completati gli studi su prepuzi di cadaveri umani, che sono stati pubblicati nel 2017 e che sono attualmente in fase di revisione paritaria, a partire dal 2018. Gli studi clinici su soggetti umani potrebbero essere realizzati entro il 2020.
Il metodo proposto implicherebbe il porre il paziente in anestesia generale. La pelle del pene verrebbe aperta sulla cicatrice della circoncisione, mentre il tessuto cicatriziale verrebbe sbrigliato chirurgicamente. Una soluzione biomedica verrebbe quindi applicata ad entrambe le estremità della ferita, facendo rigenerare il prepuzio con il DNA nelle cellule del paziente. Un'impalcatura biodegradabile (cioè il prepuzio de-cellularizzato di un cadavere) sarebbe utilizzata per offrire supporto al prepuzio in rigenerazione. Mentre i forum sociali hanno contribuito alla discussione degli attuali strumenti e ostacoli relativi a questo metodo, gli istituti scientifici e medici, nonché le società di bioingegneria devono essere coinvolti per un discorso e un piano d'azione più professionali e significativi, tra cui un metodo più affidabile per acquisire prepuzi da cadavere.
La rigenerazione del prepuzio insieme ai peni cresciuti in laboratorio (rigenerazione dell'intero pene) potrebbe essere possibile molto presto. Nel 2014 è stato annunciato che potrebbe essere possibile a cinque anni dall'annuncio iniziale. Non è chiaro se un prepuzio ripristinato con una copertura completa del glande possa interferire con il montaggio di un'impalcatura di prepuzio sul pene e la successiva rigenerazione.
La rigenerazione del prepuzio è sperimentale in questo momento e, alla data di settembre 2018, nessuna fonte medica pubblicata descrive la rigenerazione completa o il riposizionamento con successo di un prepuzio funzionale.

## Risultati

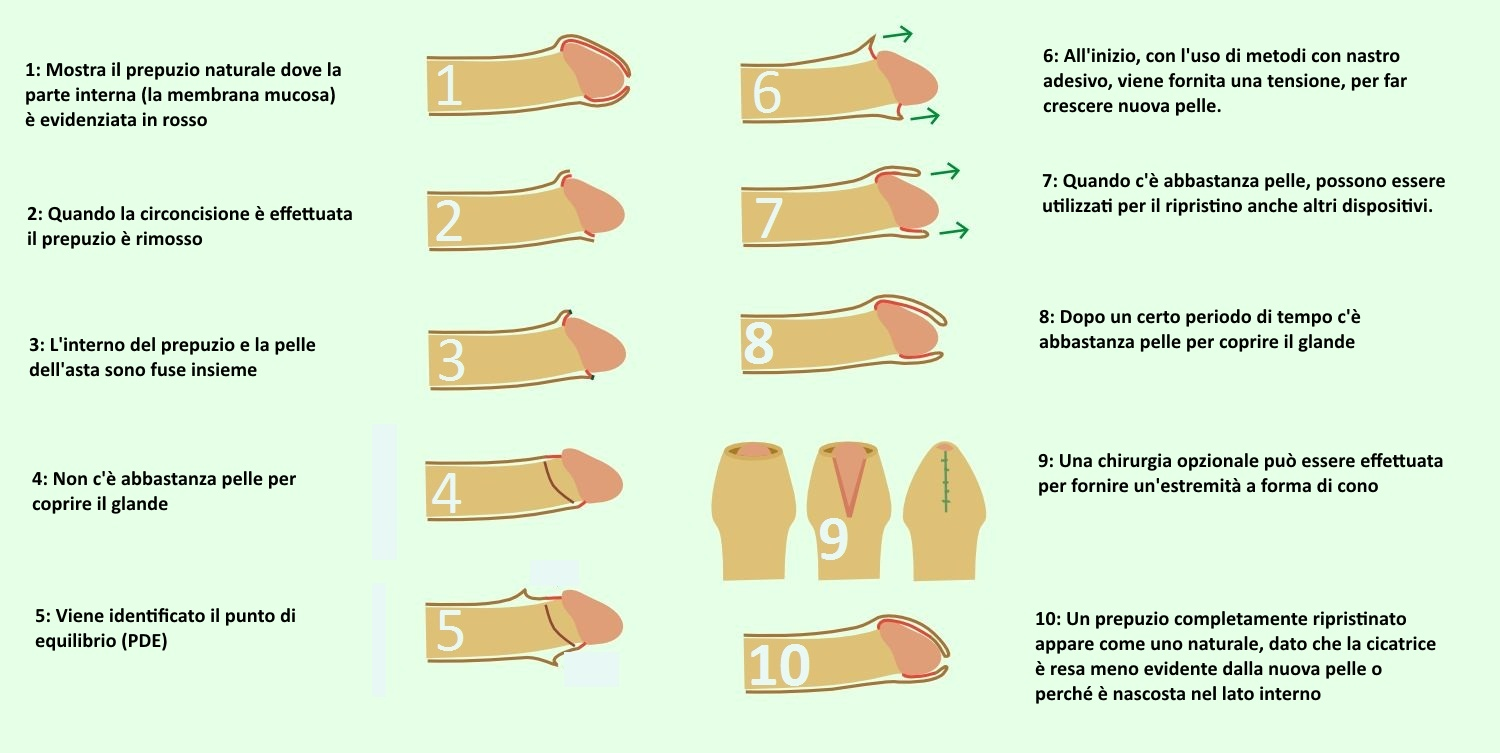
Fasi del ripristino non chirurgico

### Tempo richiesto
Il tempo necessario per ripristinare un prepuzio utilizzando metodi non chirurgici dipende dalla quantità di pelle presente all'inizio del processo, dal grado di impegno del soggetto, dalle tecniche utilizzate, dal grado naturale di plasticità del corpo e dalla lunghezza del prepuzio che la persona desidera. 
I risultati del ripristino chirurgico sono immediati, ma spesso descritti come insoddisfacenti e la maggior parte dei gruppi di ripristino sconsiglia l'intervento chirurgico. 

### Aspetti fisici

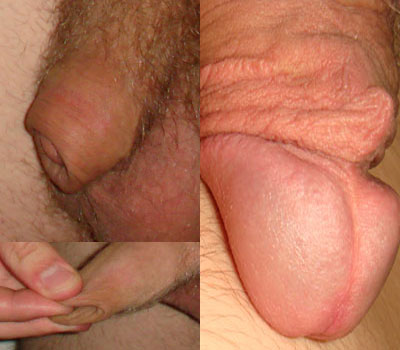
Un prepuzio parzialmente ripristinato dopo quattro anni di ripristino non chirurgico

Il ripristino crea un fac-simile del prepuzio, ma i tessuti specializzati rimossi durante la circoncisione non possono essere recuperati, in particolare la fascia increspata, una struttura innervata che circonda il pene lungo la cuspide del prepuzio, che tra le altre funzioni serve a contrarre l'apertura attorno al glande. Esistono procedure chirurgiche per ridurre le dimensioni dell'apertura una volta completato il ripristino, o possono essere ridotte attraverso un impegno più lungo nel regime di espansione della pelle per consentire più pelle da raccogliere in punta. La cicatrice della circoncisione si nasconde quando la pelle dell'asta inizia a piegarsi, imitando la funzione naturale e l'aspetto del prepuzio.
Il prepuzio naturale è composto da tessuto muscolare liscio di Dartos (chiamato muscolo peripenieno), grandi vasi sanguigni, ampia innervazione, pelle esterna e mucosa interna.
Il prepuzio naturale ha tre componenti principali, oltre ai vasi sanguigni, ai nervi e al tessuto connettivo: la pelle, che è esposta esternamente; la mucosa, che è la superficie a contatto con il glande quando il pene è flaccido; e una fascia muscolare all'interno della punta del prepuzio. In generale, la pelle cresce più rapidamente in risposta allo stiramento rispetto alla membrana mucosa. L'anello del muscolo che normalmente tiene chiuso il prepuzio viene completamente rimosso nella maggior parte delle circoncisioni e non può essere ricresciuto, quindi la copertura risultante dalle tecniche di stiramento è generalmente più "lenta" di quella di un prepuzio naturale. Tuttavia, secondo alcuni osservatori, è difficile distinguere un prepuzio ripristinato da un prepuzio naturale perché il ripristino produce un "prepuzio dall'aspetto quasi normale".
Il ripristino non chirurgico del prepuzio non ripristina le parti del frenulo o l'anello fimotico rimosse durante la circoncisione. Sebbene non siano comunemente eseguite, esistono tecniche di "ritocco" chirurgiche che possono ricreare alcune delle funzionalità del muscolo frenulo e del muscolo di Dartos.
Il processo di ripristino del prepuzio cerca di rigenerare parte del tessuto rimosso dalla circoncisione, oltre a fornire una copertura del glande. Secondo la ricerca, il prepuzio comprende oltre la metà della pelle e della mucosa del pene umano.
In alcuni uomini, il ripristino del prepuzio può alleviare alcuni problemi che essi attribuiscono alle loro circoncisioni. Tali problemi includono cicatrici evidenti (33%), pelle del pene insufficiente per un'erezione confortevole (27%), curvatura erettile da perdita irregolare della pelle (16%), dolore e sanguinamento in erezione / manipolazione (17%). Il sondaggio ha anche chiesto la consapevolezza o il coinvolgimento nel ripristino del prepuzio e ha incluso una sezione di commenti aperti. Molti intervistati e le loro mogli "hanno riferito che il ripristino ha risolto la secchezza innaturale del pene circonciso, che ha causato abrasione, dolore o sanguinamento durante i rapporti sessuali, e che il ripristino ha offerto piaceri unici, che hanno migliorato l'intimità sessuale".
Un uomo ha riferito di avere una grande mancanza di sensibilità nel glande perché il suo prepuzio non è presente. Alcuni uomini che hanno intrapreso il ripristino del prepuzio riportano un glande visibilmente più liscio, che alcuni di essi attribuiscono a livelli ridotti di cheratinizzazione dopo il ripristino.

### Aspetti emotivi, psicologici e psichiatrici

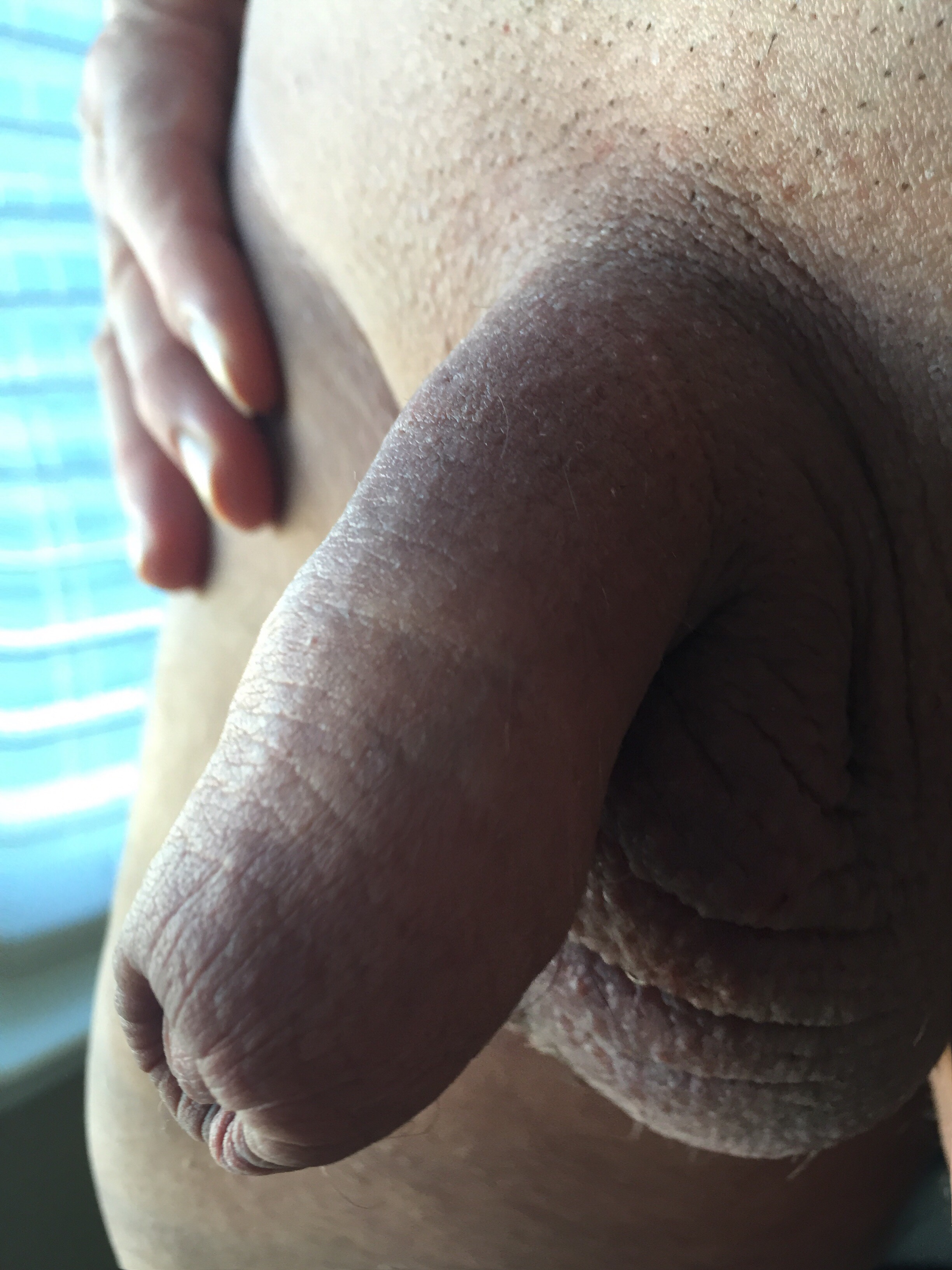
Un prepuzio parzialmente ripristinato dopo quattro anni di utilizzo di un dispositivo di ripristino non chirurgico

È stato segnalato che il ripristino del prepuzio ha effetti emotivi benefici in alcuni uomini ed è stato proposto come trattamento per quei sentimenti negativi che in alcuni uomini adulti riguardano le loro circoncisioni infantili che qualcun altro ha deciso di eseguire su di loro.

## Organizzazioni
Vari gruppi sono stati fondati dalla fine del XX secolo, specialmente in Nord America, dove la circoncisione è stata eseguita sui neonati come operazione di routine.
Nel 1982, il gruppo Brothers United for Future Foreskins (BUFF) iniziò a pubblicizzare il ripristino non chirurgico.
Nel 1989, la National Organization of Restoring Men (NORM, "Organizzazione Nazionale degli Uomini che praticano il Ripristino") è stata fondata come gruppo di supporto senza scopo di lucro per gli uomini che intraprendono il ripristino del prepuzio. Nel 1991, è stato formato il gruppo UNCircumcising Information and Resource Centres (UNCIRC, "Centri di Informazione e Risorse sulla Decirconcisione"), che è stato incorporato nell NORM nel 1994.
Diverse succursali NORM sono state fondate in tutti gli Stati Uniti, nonché a livello internazionale in Canada, Regno Unito, Australia, Nuova Zelanda e Germania. In Francia ci sono due associazioni al riguardo, la AME (Association contre la Mutilation des Enfants, "Associazione contro la Mutilazione Infantile"), e più recentemente "Droit au Corps" (Dritto al Corpo).